# Distretto di Sida
Il distretto di Sida (in thailandese: สีดา) è un distretto (amphoe) della Thailandia, situato nella provincia di Nakhon Ratchasima.